# Amadeo Fournier
Amadeo Fournier (m. 28 de junio de 1922) fue un político republicano español. 
Casado con Bruna Rojo Melgosa, sus hijos fueron Lázaro César, José Manuel, Purificación y María.
Resultó elegido concejal del Ayuntamiento de Burgos en las elecciones de mayo de 1895, en donde el reparto de concejales fue: seis republicanos, cuatro conservadores, tres silvelistas, tres fusionistas de Cuesta, dos fusionistas de Acosta y dos independientes.   
Con Amadeo Fournier, los concejales republicanos elegidos en mayo de 1895 fueron Francisco Aparicio Mendoza, Bruno Castrillo, Plácido Navas, Gregorio Rodríguez y Federico Zamorano. 
En 1931, uno de sus hijos obtuvo acta de concejal republicano en el Ayuntamiento de Burgos en las elecciones de abril de 1931.
- Datos: Q24935131